# Liste der geschützten Landschaftsteile in Tirol
In Tirol gibt es 30 geschützte Landschaftsteile (GLT), die auf Grund des Tiroler Naturschutzrechts ausgewiesen sind. Es handelt sich um kleinräumige Schutzobjekte unter wenig strengem Landschaftsschutz.

## Der Geschützte Landschaftsteil im Tiroler Naturschutzrecht
Geschützter Landschaftsteil nach § 13 Tiroler Naturschutzgesetz 2005 (TNSchG 2005) ist ein „geschützter kleinräumiger Ausschnitt aus der Landschaft mit einem für dieses Gebiet festgelegten Naturschutzziel (Schutzzweck).“ Es handelt sich um

„Teile der Landschaft, die weder in einem Schutzgebiet nach den §§ 10 [Landschaftsschutzgebiet], 11 [Ruhegebiet], 21 [Naturschutzgebiet] oder 22 [Sonderschutzgebiet] liegen, noch die Voraussetzungen für die Erklärung zum Naturdenkmal (§ 27) aufweisen, die jedoch für den Naturhaushalt, besonders für das Kleinklima oder für die Tier- und Pflanzenwelt, von Bedeutung sind oder die zur Belebung des Landschaftsbildes beitragen.“

Sie werden – abweichend von den anderen genannten Schutzkategorien, die von der Landesregierung bestimmt sind – von Bezirksverwaltungsbehörden durch Verordnung erklärt. Sie werden daher auch nicht im Landesgesetzblatt für Tirol (LGBl.), sondern im Boten für Tirol kundgemacht.

## Liste der geschützten Landschaftsteile
| Foto |                 | Name                                     | ID     | Bezirk         | Standort                                   | Beschreibung | Fläche    | Datum |
| ---- | --------------- | ---------------------------------------- | ------ | -------------- | ------------------------------------------ | --- | --------- | ----- |
| 1    | Datei hochladen | Arzler Kalvarienberg                     | Quelle | Innsbruck      | Innsbruck KG: Arzl Standort                | Der Südhang des Arzler Kalvarienbergs weist eine Schilffläche, Nasswiesen, Trockenraine, Waldteile, Gebüschinseln und Hecken sowie eine für Pflanzen und Tiere kleinklimatisch günstige Lage auf. Das Gebiet beherbergt Vogelarten wie den Sumpfrohrsänger, das Schwarzkehlchen, die Nachtigall und die Grauammer sowie eine besonders ausgeprägte Ameisen- und Schmetterlingsfauna.                                     | 14,1 ha   | 1981  |
| 1    | Datei hochladen | Birgele                                  | Quelle | Imst           | Mötz Standort                              | Das Birgele, ein großteils bewaldeter Felshügel, beherbergt eine Anzahl wärme- und trockenliebender Pflanzen sowie einen kleinen Bestand von niederwüchsigen Eichen und dient als Nistplatz von Vögeln. | 2,29 ha   | 1981  |
| 1    | Datei hochladen | Burgstallschrofen                        | Quelle | Schwaz         | Schwendau KG: Schwendau Standort           | Der Burgstallschrofen ist ein bewaldeter Felsen mit einer Kalvarienbergkapelle, zu der ein Kreuzweg führt. Beim Wald handelt es sich um einen Mischbestand, der in der Oberschicht hauptsächlich von Fichte und Lärche, in der Mittel- und Unterschicht von Vogelkirsche, Birke, Hasel, Bergahorn, Salweide, Gemeinem Schneeball und Hartriegel gebildet wird.                                                           | 1,15 ha   | 1982  |
| 0 BW | Datei hochladen | Burschl                                  | Quelle | Landeck        | Landeck, Perfuchs Standort                 | Das terrassenförmig ausgebildete Gelände in Perfuchs liegt ca. 30 m über der Talsohle zwischen Sanna und Inn. Das Gebiet ist vorwiegend mit Spitz- und Bergahorn, Robinie, Bergulme, Lärche, Föhre, Haselnuss, Heckenkirsche und Rotem Hartriegel bestockt. Die bewaldete Fläche ist für den Naturhaushalt und das Kleinklima von besonderer Bedeutung. Auf dem Burschl steht die Burschlkirche aus dem 17. Jahrhundert. | 1,14 ha   | 1984  |
| 0 BW | Datei hochladen | Eiszeitliche Schotterhügel               | Quelle | Innsbruck-Land | Obernberg am Brenner Standort              | besteht aus 2 getrennten Gebieten: 2. Gebiet 47° 0′ 53″ N, 11° 25′ 10″ O | 6,72 ha   | 1980  |
| 0 BW | Datei hochladen | Feldwache                                | Quelle | Innsbruck-Land | Leutasch Standort                          | | 7,79 ha   | 1975  |
| 0 BW | Datei hochladen | Feuchtgebiete um die Thierburg           | Quelle | Innsbruck-Land | Fritzens Standort                          | | 9,11 ha   | 1983  |
| 1    | Datei hochladen | Filz                                     | Quelle | Kufstein       | Wörgl Standort                             | | 4,77 ha   | 2003  |
| 1    | Datei hochladen | Glocke                                   | Quelle | Schwaz         | Finkenberg Standort                        | | 28,8 ha   | 1977  |
| 1    | Datei hochladen | Gugger Zettenmoos                        | Quelle | Kitzbühel      | St. Johann in Tirol Standort               | | 1,74 ha   | 1998  |
| 0 BW | Datei hochladen | Kochental                                | Quelle | Innsbruck-Land | Telfs KG: Telfs Standort                   | [ 4 ] | 168,62 ha | 2008  |
| 0 BW | Datei hochladen | Milser Au                                | Quelle | Imst           | Mils bei Imst Standort                     | [ 5 ] | 44,43 ha  | 1987  |
| 0 BW | Datei hochladen | Mühleggbichl                             | Quelle | Innsbruck-Land | Leutasch Standort                          | | 1,22 ha   | 1981  |
| 1    | Datei hochladen | Nördliches Schwarzseeufer                | Quelle | Kitzbühel      | Kitzbühel Standort                         | | 1,25 ha   | 2000  |
| 0 BW | Datei hochladen | Oberlawieswald                           | Quelle | Innsbruck-Land | Trins Standort                             | Teil des Landschaftsschutzgebiet Nösslachjoch–Obernberger See–Tribulaune | 46,89 ha  | 1981  |
| 1    | Datei hochladen | Öfen                                     | Quelle | Kitzbühel      | Waidring, St. Ulrich am Pillersee Standort | | 6,59 ha   | 2002  |
| 1    | Datei hochladen | Ranzental                                | Quelle | Reutte         | Vils Standort                              | | 101,19 ha | 1990  |
| 1    | Datei hochladen | Rauher Bichl                             | Quelle | Imst           | Umhausen Standort                          | | 1,6 ha    | 1981  |
| 1    | Datei hochladen | Rosengartenschlucht                      | Quelle | Imst           | Imst Standort                              | | 11,72 ha  | 1989  |
| 0 BW | Datei hochladen | Scheulingwald                            | Quelle | Schwaz         | Mayrhofen Standort                         | | 14,08 ha  | 1991  |
| 0 BW | Datei hochladen | Silzer Pirchet                           | Quelle | Imst           | Silz Standort                              | | 56,44 ha  | 1981  |
| 0 BW | Datei hochladen | Trinser Moränenwall                      | Quelle | Innsbruck-Land | Trins Standort                             | | 16,2 ha   | 1975  |
| 1    | Datei hochladen | Umgebung der Wallfahrtskirche Maria Rast | Quelle | Schwaz         | Hainzenberg Standort                       | | 1,62 ha   | 1992  |
| 1    | Datei hochladen | Umgebung Schloss Tratzberg               | Quelle | Schwaz         | Stans Standort                             | → Hauptartikel : Geschützter Landschaftsteil Umgebung Schloss Tratzberg f1 | 179,74 ha | 1977  |
| 1    | Datei hochladen | Umgebung St. Maria in Hart im Zillertal  | Quelle | Schwaz         | Hart im Zillertal Standort                 | | 2,08 ha   | 1979  |
| 1    | Datei hochladen | Umgebung St. Pankraz                     | Quelle | Schwaz         | Fügenberg Standort                         | | 1,76 ha   | 1978  |
| 1    | Datei hochladen | Völser Au                                | Quelle | Innsbruck-Land | Völs Standort                              | | 12,45 ha  | 1993  |
| 0 BW | Datei hochladen | Wasenmöser                               | Quelle | Reutte         | Heiterwang Standort                        | | 10,32 ha  | 1987  |
| 0 BW | Datei hochladen | Zachnbichl                               | Quelle | Innsbruck-Land | Patsch Standort                            | | 0,49 ha   | 1981  |
| 0 BW | Datei hochladen | Zirben bei Praxmar                       | Quelle | Innsbruck-Land | St. Sigmund im Sellrain, Praxmar Standort  | | 43,08 ha  | 1981  |

Quelle: Land Tirol, tiris www.tirol.gv.at/tiris